# Pseudechis porphyriacus
Pseudechis porphyriacus és una espècie de serp de la família dels elàpids nativa de l'est d'Austràlia. Tot i que el seu verí és capaç de causar una significativa morbiditat, la seva picada generalment no és fatal i menys verinosa que la d'altres serps australianes mortals. És comuna als boscos i aiguamolls de l'est d'Austràlia. És una de les serps més conegudes d'Austràlia, ja que és comuna a les zones urbanes al llarg de la costa oriental d'Austràlia. Mesura una longitud mitjana total d'1,5 a 2 metres.

## Morfologia

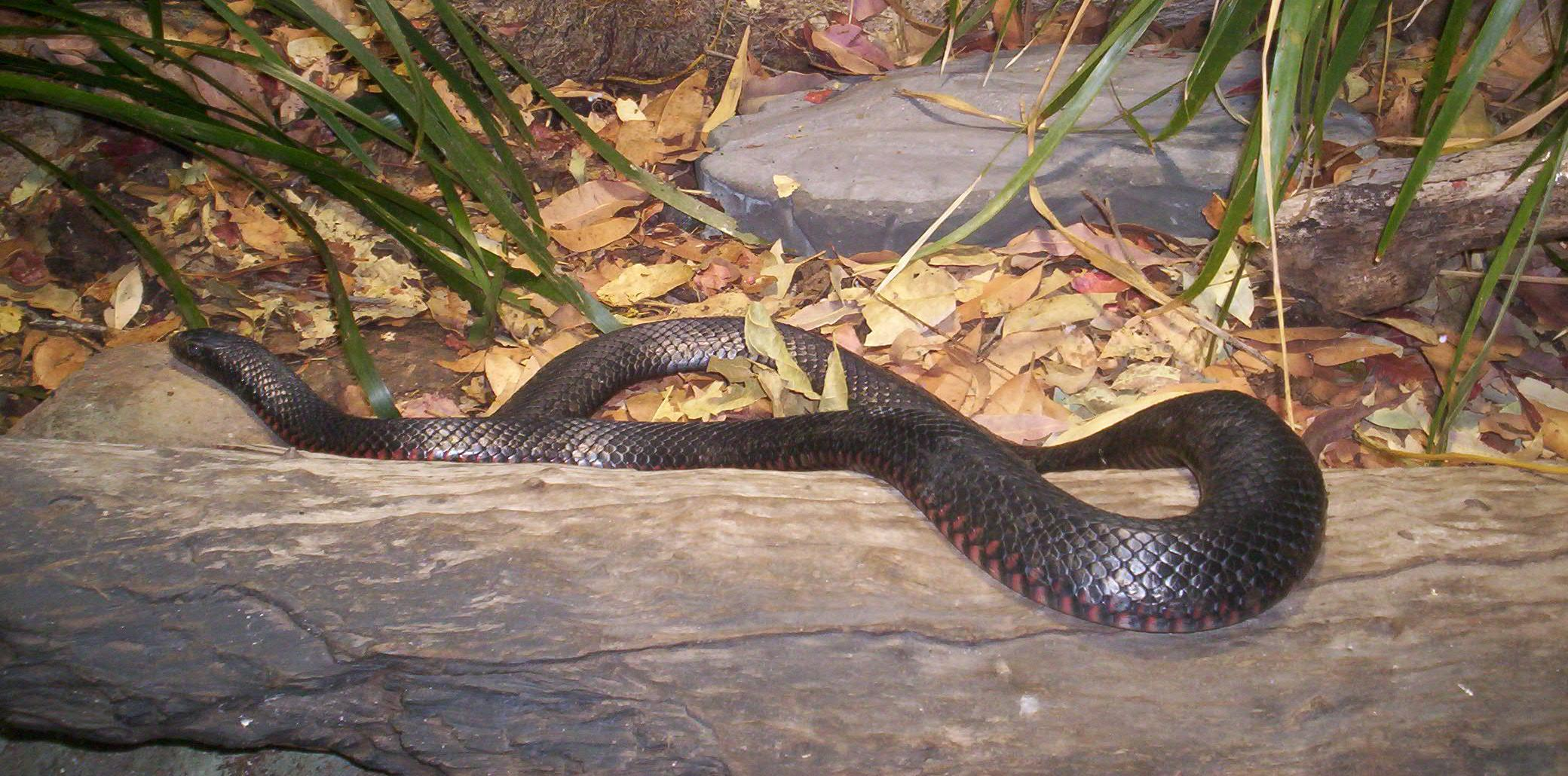
Pseudechis porphyriacus al Brisbane Forest Park, Brisbane, Queensland, Austràlia

Pseudechis porphyriacus és d'un color negre brillant a la superfície dorsal i de color vermell, porpra o rosa als laterals inferiors i el ventre. El musell és sovint d'un color marró més clar. És una espècie de serp relativament gran que arriba fins a dos metres de longitud, encara que un exemplar de mida mitjana seria d'uns 1,4 m. Com totes les serps de la família dels elàpids té els ullals davant de la boca. Té 17 fileres d'escates a la part central del cos. Els joves són similars als de Cryptophis nigrescens, amb la qual es poden confondre fàcilment.

## Ecologia

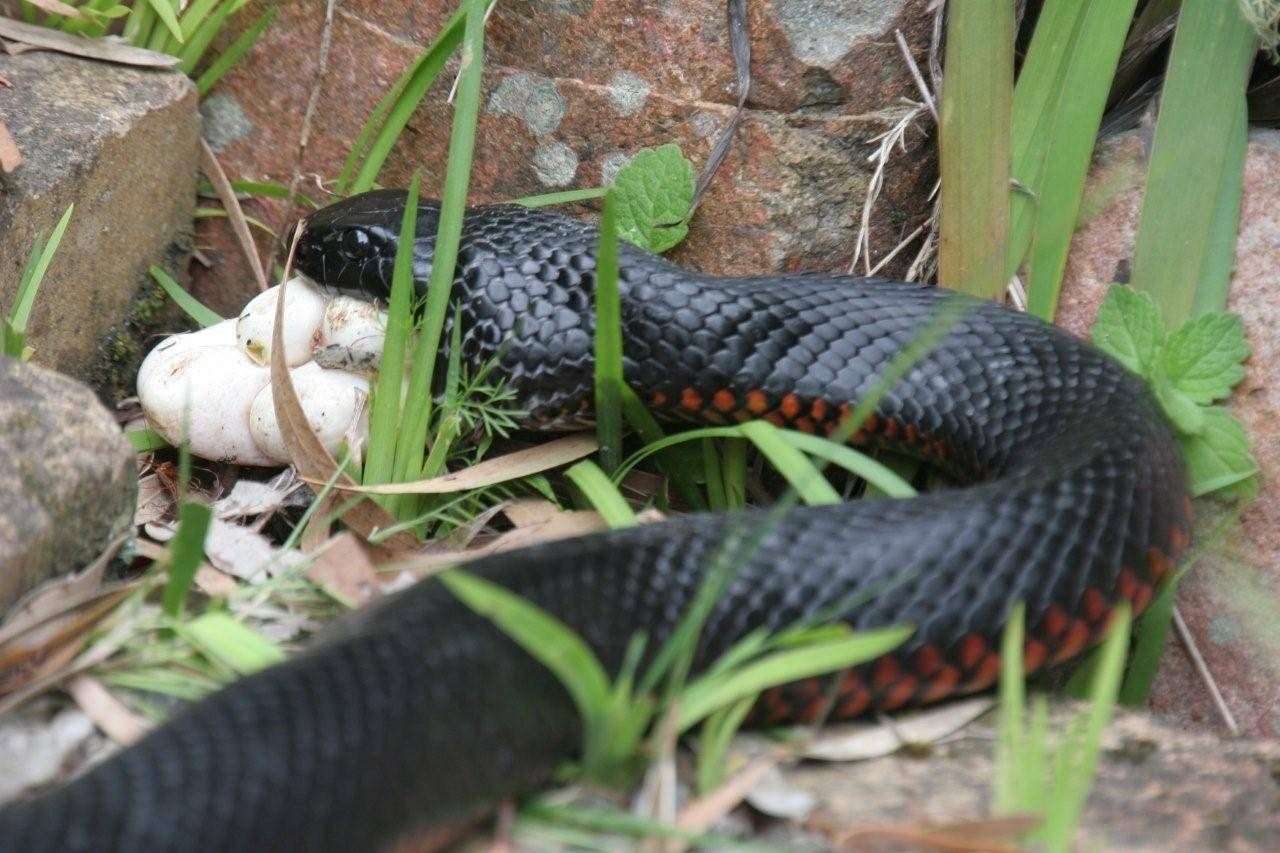
Pseudechis porphyriacus menjant ous de serp prop de near Dungog, Austràlia

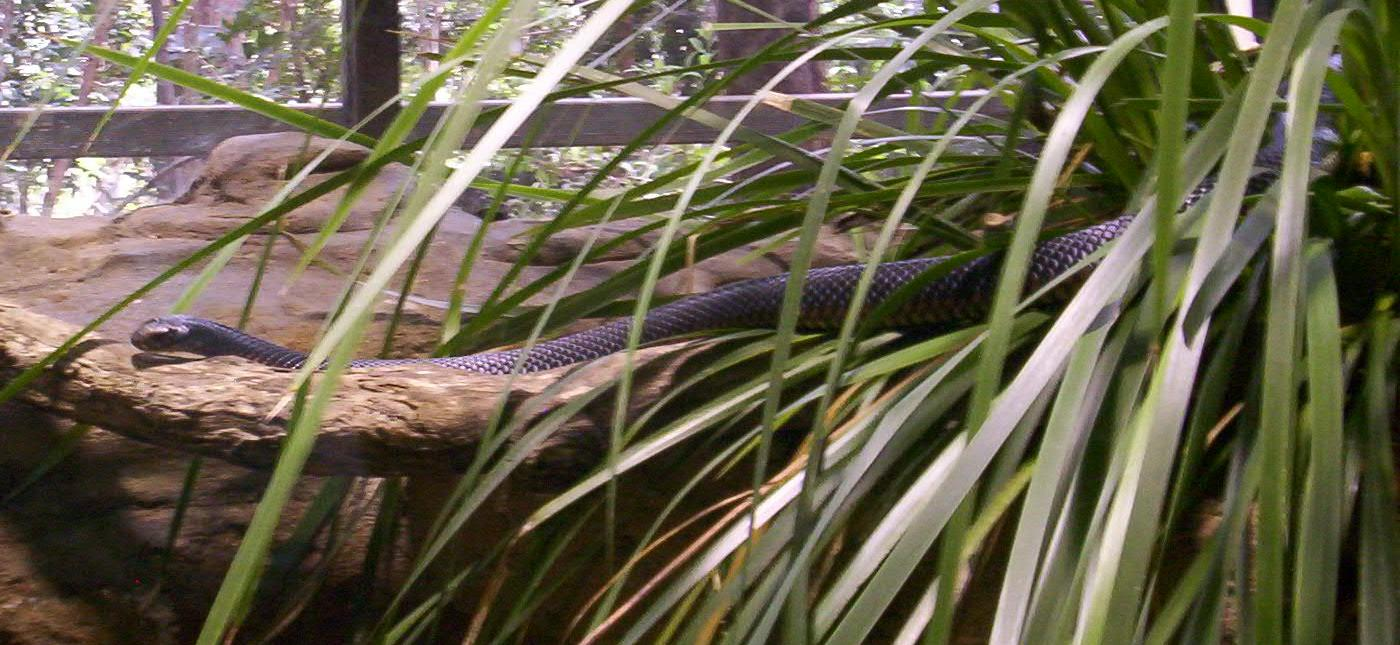
Pseudechis porphyriacus al Brisbane Forest Park, Brisbane, Queensland, Austràlia

Pseudechis porphyriacus és originària de la costa est d'Austràlia. Prolifera als boscos urbans, boscos, planes i matollars a les àrees de Canberra, Sydney, Brisbane, Melbourne, Cairns i Adelaida. S'observa més sovint prop d'embassaments, rierols, billabongs i altres masses d'aigua.
Generalment no és una espècie agressiva, tanmateix, quan se les provoca, retrocedirà en una postura cridanera com a amenaça, però tractarà d'escapar a la mínima oportunitat. És el més activa durant el dia. Quan no està caçant o prenent el sol pot trobar-se sota fustes, roques, runes o caus.
La dieta de Pseudechis porphyriacus es compon principalment de granotes, però també s'alimenta de rèptils i petits mamífers. També s'alimenten d'altres serps, incloent les de la seva pròpia espècie.
El verí de Pseudechis porphyriacus consta de neurotoxines, miotoxines, coagulants i també té propietats hemolítiques. Les mossegades de Pseudechis porphyriacus poques vegades són potencialment mortals a causa que la serp sol triar injectar poca quantitat de toxina, però sol requerir atenció mèdica immediata. L'antiverí de la serp tigre s'utilitza per tractar les seves mossegades. Mentre que es pot utilitzar l'antiverí de Pseudechis porphyriacus, pot usar-se l'antiverí de la serp tigre en una dosi menor. La dosi més petita és més barat de produir, i és menys probable que causi una reacció en el pacient.
Pseudechis porphyriacus són ovovivípars, és a dir, donar a llum cries vives en sacs membranosos individuals La prole, entre vuit i quaranta, surten dels seus sacs molt poc després de néixer, i tenen una longitud mitjana d'uns 122 mm. A la natura, pocs sobreviuen fins a l'edat adulta.

## Taxonomia
L'espècie va ser descrita per primera vegada per George Shaw a «Zoology of New Holland» (1794), col·locant-la al gènere Coluber. Aquest creia que la serp era inofensiva per a les persones. La il·lustració va ser atribuïda a James Sowerby, però es considera que es produí a partir de dibuixos de John White. El gènere Pseudechis va ser creat per John White, encara que s'hi han afegit diverses espècies posteriorment. L'expert en serps Eric Worrell analitzà els cranis del gènere i va trobar que Pseudechis porphyriacus és el més divergent.